# تایدلندز
تایدلندز (انگلیسی: Tidelands) یک مجموعهٔ تلویزیونی اینترنتی استرالیایی است که در سال ۲۰۱۸ منتشر شد.

## گزیدهٔ بازیگران
- یاتسک کومان
- السا پاتاکی
- الکس دیمیترایدز
- پیتر اوبرایان
- مادلین مدن